# Вільям Петерссон
Рейнхолд Вільям Еуген Петерссон (швед. Reinhold William Eugen Petersson; пізніше — Б'єрнеман (швед. Björneman); нар. 6 жовтня 1895 — пом. 10 травня 1965) — шведський легкоатлет, який спеціалізувався в спринті та стрибках у довжину.

## Із життєпису
Олімпійський чемпіон зі стрибків у довжину (1920).
Бронзовий олімпійський призер з естафетного бігу 4×100 метрів (1920).
4-разовий чемпіон Швеції зі стрибків у довжину (1918—1920, 1924).
Рекордсмен Швеції зі стрибків у довжину (від 7,20 до 7,39) протягом 1918—1927.
По закінченні спортивної кар'єри працював у банківському секторі та харчовому бізнесі.
Упродовж 1942—1947 був заступником секретаря ІААФ.